# Leandro & Romário
Leandro & Romário é uma dupla sertaneja formada por Leandro Vidal de Oliveira (Timóteo, 30 de maio de 1994) e Romário Freitas Viana Beja (Timóteo, 09 de outubro de 1993) iniciaram a carreira como dupla do sertanejo universitário no Brasil em 2013
São conhecidos por emplacarem as canções Boleto do Abandono, Orgulho e Desgosto, Nem Precisa de Legenda,Beijos De Buteco , Conselho Pros Amantes e Namorofobia   conquistaram posições nas paradas populares como na Brasil Hot 100 Airplay, publicada pela revista Billboard Brasil.
Em 2018 foram os grandes finalistas do Prêmio Revelações Sertanejo Exibido pela TV Aparecida interpretando a canção Yolanda  de Chrystian & Ralf  programa apresentado por Amanda Françozo
A história da música na vida da dupla Leandro & Romário começou oficialmente em 2020 quando foram revelados para todo o Brasil no palco do Programa Raul Gil cantando músicas autorais como Quem disse composto pela dupla.

## Biografia
Leandro & Romário nasceram em Timóteo, interior do Estado de Minas Gerais, e descobriram a música ainda criança. Leandro Vidal de Oliveira recebe esse nome ao nascer, em homenagem de sua mãe, ao Cantor Leandro, da dupla com Leonardo. Quis o destino que na mesma cidade nascesse Romário Freitas Viana Beja, que também foi nomeado pelo pai, fã do jogador  de futebol brasileiro Romário.
Em 2007 os meninos se conhecem no colégio e aproximam-se por uma peculiaridade incomum no mercado sertanejo: ambos gostavam de Rock. 
um desenho feito por Leandro, com símbolo desse estilo musical, desencadeou uma conversa e rapidamente nasceu uma amizade. Animados com o gosto em comum, montaram uma banda informal de rock 
Em 2009 e tocavam na garagem da casa de Leandro. Era algo muito amador, mas o que a princípio era uma história engraçada pra eles, se tornou assunto sério e transformaria a vida dos dois, a partir daquele momento durante uma dessas tardes de rock, Leandro quis brincar com o seu pai, apaixonado por sertanejo, cantando a música É o Amor, da dupla Zezé Di Camargo & Luciano. Para surpresa de todos, a brincadeira ganhou outras proporções. Após esse dia, o pai de Leandro começou a orientá-los com a intenção de convencer a migrar para o sertanejo. Unidos pelo rock, mas influenciados pelo pai de Leandro, se renderam aos encantos da música do sertão. com o novo estilo definido, passaram a se inspirar em ícones como Trio Parada Dura, Tonico & Tinoco, passando por Zezé Di Camargo & Luciano, até o sertanejo atual, como a dupla Jorge & Mateus e construíram daí pra frente a própria identidade.
Em 2011 entraram em contato com a música sertaneja, por influência do pai de Leandro, e acabaram gostando do estilo decidindo assim formar a dupla Leandro & Romário com o repertório bastante atualizado e ficando cada vez mais reconhecidos pelo talento, Leandro & Romário passaram a apresentar-se nas melhores casas de shows do Vale do Aço e nas principais festas de Minas Gerais, conquistando cada vez mais o público.
Em 2013 iniciaram a carreira como dupla sertaneja. dois anos depois, nasceu o primeiro projeto um álbum acústico juntando todas as influências adquiridas no caminho A Gente Tá Firme que foi uma das mais tocadas do Brasil e chegou a mais de 50 milhões de acessos na internet a partir de então conquistaram os palcos e o público.
Abriram shows com participação com  grandes nomes como Zé Neto & Cristiano, Jorge & Mateus e Cabaré, projeto dos cantores Leonardo , Eduardo Costa e Gusttavo Lima. 

### Participações Especiais
Em 2017 foi marcado pelo novo single de Leandro & Romário, Namorofobia com participação do  funkeiro MC Bin Laden.
Em 2018 foi gravado um clipe com a dupla João Neto & Frederico da música “Conselho Pros Amantes” 
Em 2019 gravaram um DVD em Goiânia  intitulado Nem Precisa de Legenda que também contou com participações especiais de consagrados nomes da música sertaneja brasileira.

Em 2022 gravaram o álbum ao vivo em Goiânia Tô Garrado, trata-se do feat com Tayrone, intitulado Eu Não Sou Todo Mundo.
Em 2023 A dupla sertaneja Leandro e Romário lançaram o DVD em Goiânia com o tema “Tô garrado” laçaram a música Orgulho e Desgosto com a participação de  Humberto e Ronaldo.
Em 2023 também gravaram o álbum Boleto do Abandono (Ao vivo)
com a participação de Cesar Menotti e Fabiano.

### Acidente
Em 2023 O ônibus que transportava a dupla sertaneja Leandro & Romário foi atingido por uma carreta quando trafegava pela rodovia MT-235 a 397 km de Cuiabá, na madrugada de sexta-feira  dia 17 de março O motorista do ônibus, de 59 anos, e o passageiro da carreta foram socorridos com ferimentos e encaminhados a uma unidade de saúde.
Em nota, o escritório da dupla informou que os músicos e a equipe técnica deles não precisaram de atendimento médico. Felizmente, não houve vítimas fatais e o motorista do ônibus foi socorrido pelo Samu e já encontra-se bem e consciente no Pronto Socorro de Campo Novo do Parecis de acordo com a Polícia Civil, o ônibus trafegava na rodovia sentido Campo Novo do Parecis a Nova Mutum, e o caminhão no sentido contrário. Ao se aproximar do Rio do Sangue, tinha uma árvore caída sobre a ponte, e o condutor do caminhão, ao desviar da árvore, bateu na lateral do ônibus. segundo a polícia, o motorista do ônibus ficou preso às ferragens e foi socorrido pelo Serviço de Atendimento Móvel de Urgência (Samu). O passageiro da carreta também foi atendido pela equipe e levado ao hospital. Já Leandro e Romário, a equipe técnica deles e o motorista do ônibus saíram ilesos.

## Participações

### Televisão
| Ano  | Título                                                | Personagem / Cargo                                   | Nota   |
| ---- | ----------------------------------------------------- | ---------------------------------------------------- | ------ |
| 2018 | Revelações Sertanejo, reality musical da TV Aparecida | Leandro & Romário Cantam no Palco da Tv Aparecida    | [ 19 ] |
| 2020 | Programa Raul Gil no SBT                              | Leandro & Romário participam do Jogo do Banquinho    | [ 20 ] |
| 2022 | ‘Bom dia Goiás’’’ exibido pela globoplay da Tv Globo  | Leandro & Romário participam do ‘’’ Bom dia Goiás’’’ | [ 21 ] |

### Álbuns de estúdio
| Ano  | Álbum                      |        |
| ---- | -------------------------- | ------ |
| 2012 | Orgulho e Desgosto         | [ 22 ] |
| 2016 | Existe vida depois de você | [ 23 ] |

#### Álbuns ao vivo
| Ano  | Álbum                     |        |
| ---- | ------------------------- | ------ |
| 2013 | Acústico ao vivo          | [ 24 ] |
| 2014 | Nem precisa de legenda    | [ 25 ] |
| 2021 | A gente tá firme          | [ 26 ] |
| 2022 | Tô garrado                | [ 27 ] |
| 2023 | Vale a pena ouvir de novo | [ 28 ] |

#### EPs
| Ano  | Álbum                    |        |
| ---- | ------------------------ | ------ |
| 2021 | Diferente de tudo        | [ 29 ] |
| 2022 | EP Acústico “Tô Garrado” | [ 30 ] |

### Singles

#### Como artistas principais
| Singles |                         |        |
| Ano     | Detalhes                | Ref.   |
| ------- | ----------------------- | ------ |
| 2015    | "Seu herói "            | [ 31 ] |
| 2015    | "Quem disse"            | [ 32 ] |
| 2017    | "Namorofobia"           | [ 33 ] |
| 2018    | "Conselho pros amantes" | [ 34 ] |

## Prêmios & Indicações
| Ano  | Prêmio                                   | Categoria                                    | Indicação         | Resultado |
| ---- | ---------------------------------------- | -------------------------------------------- | ----------------- | --------- |
| 2018 | Prêmio Revelações Sertanejo TV Aparecida | nova voz da música brasileira (voto popular) | Leandro & Romário | Indicado  |